# Witrynit

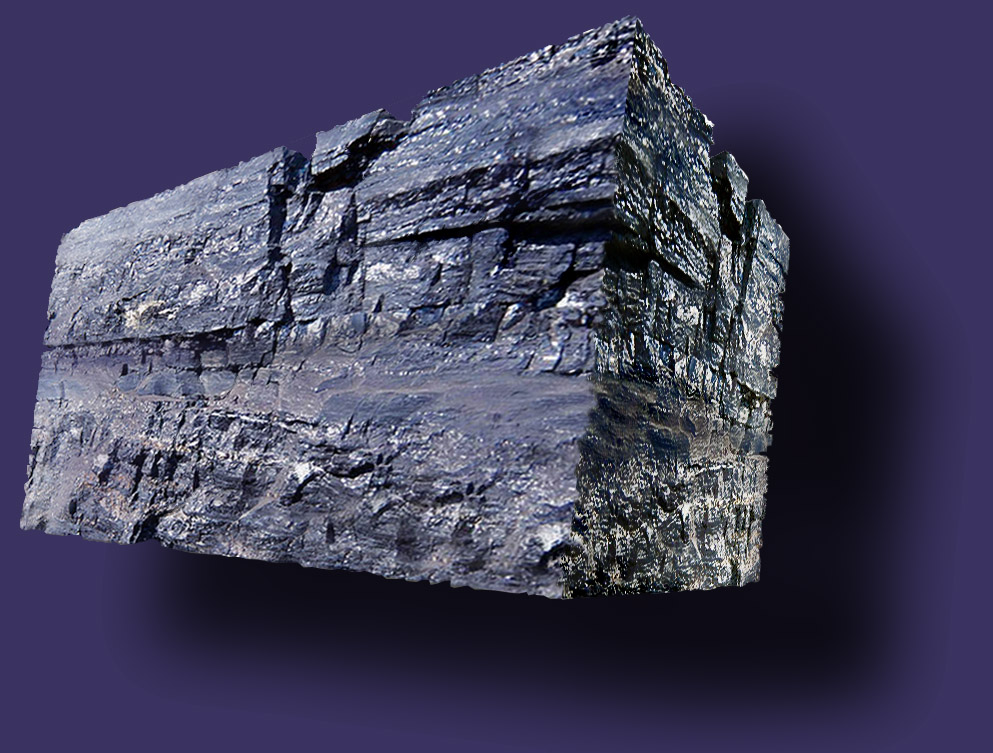
Bryłka węgla bogata w witrynit

Witrynit – grupa macerałów węgla kamiennego wzbogaconych w tlen, powstała przez przeobrażenie huminitu. Grupa witrynitu obejmuje telinit, kolinit i witrodetrynit. Grupa utworzona z tkanki roślinnej zachowanej w różnym stopniu, tkanki te są bogate w celulozę i ligninę. Ta grupa macerałów występuje w formie pasemek, soczewek o grubości kilkudziesięciu μm do kilku cm. Macerały te makroskopowo tworzą witryn, bądź  występują formie izolowanych ziaren.
- Właściwości optyczne: barwa (szara do żółtawo-białej i jaśnieje ona ze wzrostem stopnia uwęglenia, węgle niżej uwęglone mają barwę szarą). W węglach nisko i średnio uwęglonych barwa witrynitu jest pośrednia pomiędzy barwą liptynitu i inertynitu. Liptynit zawsze jest ciemniejszy od witrynitu, natomiast inertynitu zawsze jest jaśniejszy od witrynitu. W węglach wysoko uwęglonych barwa witrynitu jest jaśniejsza od barwy inertynitu.
- Współczynnik odbicia (refleksyjność) – stopniowo wzrasta ze wzrostem stopnia uwęglenia i z tego względu właśnie na tej grupie macerałów, a dokładnie na kolotelinicie mierzy się refleksyjność, chcąc określić stopień uwęglenia danego węgla. W węglach nisko i średnio uwęglonych refleksyjność witrynitu jest pośrednia pomiędzy refleksyjnością liptynitu i inertynitu. Refleksyjność liptynitu jest niższa od refleksyjnośćci witrynitu, natomiast inertynitu jest wyższa. W węglach wysoko uwęglonych współczynnik odbicia witrynitu jest wyższy od inertynitu.
- Fluorescencja – jest w barwie ciemnobrunatnej i jest zawsze słabsza od fluorescencji liptynitu, fluorescencja ta jest związana z generowaniem bituminów z liptynitu w czasie uwęglenia. Bituminy te następnie wnikają w mikrospory witrynitu powodując fluorescencję. Jest ona najsilniejsza w węglach o refleksyjności 1,0–1,1%
- Charakterystyczne właściwości chemiczne: najniższa zawartość części lotnych i wodoru, najwyższa zawartość pierwiastka węgla w tej samej próbce; wł. koksotwórcze: słabsze od witrynitu do zerowych; wł. energetyczne: wysoka temp zapłonu do całkowitej odporności na spalanie; przydatność w produkcji paliw płynnych: jak w koksowaniu.